# 마리나 알렉시이바
마리나 알렉시이바(2001년 5월 29일~)는 우크라이나의 아티스틱스위밍 선수다.